# Hiroto Yamamura
Hiroto Yamamura (山村 博土 Yamamura Hiroto?), född 12 juli 1974 i Shizuoka prefektur, är en japansk före detta fotbollsspelare.
Yamamura började sin karriär 1993 i Gamba Osaka. Han avslutade karriären 1996.